# Morgan
Morgan je priimek več oseb:
- Augustus De Morgan (1806—1871), škotski matematik, logik in filozof
- Brian Morgan (snooker) (*1968), angleški igralec in trener snookerja
- Charles Lanngbridge Morgan (1894—1958), angleški pisatelj
- Dave Morgan (*1944), britanski dirkač Formule 1
- Denroy Morgan (*1946), jamajški pevec roots rock reggaeja in glasbenik
- Fredrick Edgworth Morgan (1894—1967), britanski general
- Harold de Riemer Morgan (1888—1964), britanski general
- Jacques de Morgan (1857—1924), francoski arheolog
- John Pierpont Morgan (1837—1913), ameriški bankir
- John Pierpont Morgan (1867—1943), ameriški bankir
- Lewis Henry Morgan (1818—1881), odvetnik, socialni antropolog in etnolog
- Michele Morgan (1920—2016), francoska filmska igralka s prvim imenom Simone Roussel
- Morgan Cyril Morgan (1891—1960), britanski general
- Samuel Morgan, ameriški poslovnež
- Thomas Hunt Morgan (1886—1945), ameriški genetik in embriolog
- William Morgan (1750—1833), valižanski zdravnik, fizik in statistik
- William Duthie Morgan (1891—1977), britanski general
- William G. Morgan (1870—1942), ameriški učitelj športne vzgoje
- William Wilson Morgan (1906—1994), ameriški astronom